# Nicolas Bourgoin
Pour les articles homonymes, voir Nicolas Bourgoin (sociologue) et Bourgoin.
Nicolas Bourgoin (né à Paris vers 1568 mort à Coutances le 19 avril 1625) est un ecclésiastique qui fut sous le nom de Nicolas III, évêque de Coutances de 1623 à 1625.

## Biographie
Nicolas Bourgoin ou Bourgoing est originaire de Paris mais sa famille, non noble, est inconnue et on ignore même le nom de ses parents. Il fait ses études à l'université de Paris et obtient son doctorat en théologie au collège de Navarre.Il se fait remarquer du roi par ses pêches anti-ligueurs et il est nommé par le roi Henri IV, chanoine du chapitre de Saint-Malo où il devient théologal sous l'évêque Guillaume Le Gouverneur. Il s'établit ensuite dans le diocèse de Coutances où il devient curé de Saint-Lô et aussi théologal en 1609 et official en 1620. Il est élu député aux États de Normandie en 1612 et 1614 et à l'Assemblée du clergé en 1619. 
Après  le renoncement à l'évêché de Jacques de Carbonnel il est désigné comme évêque le 4 avril 1622 et nommé le 10 mai 1623 et enfin consacré en juillet par l'archevêque de Paris François Harlay de Champvallon. Son épiscopat est bref car il meurt dès 19 avril 1625 et il est inhumé dans le chœur de la cathédrale de Coutances.